# Il giglio rosso
Il giglio rosso (Le lys rouge) è un romanzo dello scrittore francese Anatole France del 1894.

## Trama
Una ricca, giovane e bella signora, Thérèse, figlia di un fortunato finanziere di umile origine, Montessuy, è spinta dal padre a sposare il conte Martin-Bellème, un aristocratico tutto preso dalla politica (è parlamentare preconizzato ministro). Il matrimonio, contratto senza amore per ragioni di promozione sociale, fallisce. Thérèse ha una relazione clandestina con Robert Le Ménil. Indispettita dalla decisione di Robert di lasciare Parigi per partecipare a una caccia alla volpe, Thérèse accetta l'invito di recarsi in Italia fattole da Vivian Bell, una poetessa inglese sua amica che vive a Fiesole.
Thérèse si reca perciò in Toscana accompagnata dalla virtuosa M.me Marrnet et dal vecchio poeta ribelle Choulette. A Firenze (il "giglio rosso" del titolo fa riferimento al giglio di Firenze) Thérèse incontra Jacques Dechartre, uno scultore che Thérèse aveva già conosciuto a Parigi, e i due si innamorano e si abbandonano all'ebbrezza di un grande amore. Robert, che ha intuito qualcosa, giunge in Italia e scongiura invano Thérèse di ritornare da lui. La passione di Thérèse e di Jacques continua a Parigi. Thérèse è felice ma Jacques, geloso e violento, conosciuto il legame che Thérèse aveva con Robert, diventa sempre più sospettoso finché non rompe il legame con la donna.

## Genesi dell'opera e critica

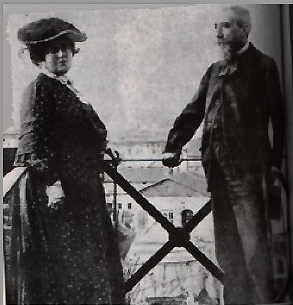
Anatole France e Léontine Lippmann

Anatole France scrisse una prima stesura di questo romanzo, a cui diede il titolo di "La Terre des morts" ("La terra dei morti") nel 1889. La versione finale, col titolo definitivo di Le lys rouge apparve a puntate sulla Revue de Paris da aprile a giugno 1894. Il romanzo fu pubblicato in volume nel mese di luglio dello stesso anno dall'editore Calmann-Lévy.
La pubblicazione nel 1984 delle Lettres intimes (Lettere intime) scambiate da Anatole France e dalla sua amante Léontine Lippmann, meglio nota come Madame Arman de Caillavet, non lasciano dubbi sull'ispirazione di alcuni episodi del romanzo riconducibili al legame sentimentale fra i due. Anche altri personaggi del romanzo sarebbero ispirati a personaggi reali; per esempio, nel personaggio del poeta Choulette è stata vista la figura di Paul Verlaine
Il successo del libro fu travolgente, soprattutto presso il pubblico femminile, testimoniato d'altronde dalle centinaia di edizioni in Francia e dalle numerose traduzioni nelle varie lingue. Un sondaggio svolto nel 1956 su Le Figaro littéraire fra i letterati su quali fossero i più grandi romanzi d'amore apparsi in Francia fra il 1871 e il 1939 mostrò come Il giglio rosso fosse il più citato.

## Edizioni

### In lingua francese
- Anatole France, Le lys rouge, Paris: Calmann-Lévy, 1894
- Anatole France, Le lys rouge. In: Oeuvres, Tome II; Edition Établie présentée et annotée par Marie-Claire Blancquart, Paris: Gallimard, Bibliothèque de la Pléiade, 1987.

### Traduzioni in lingua italiana
- Il giglio rosso; traduzione italiana di G. Baffico, Roma: giornale La patria editore, 1906
- Il Giglio Rosso di Anatolio France; versione italiana di Albertina Palau, Firenze: A. Salani, 1906
- Il Giglio Rosso: romanzo; nuova traduzione di Giovanni Marcellini, Roma: Casa Ed. M. Carra e C. di L. Bellini, 1922
- Il Giglio; traduzione di G. A. Marolla, Milano: A. Barion, 1926
- Il giglio rosso: romanzo; traduzione di Arturo Salucci, Milano: Bietti, 1928
- Il giglio rosso; traduzione di Enrico Piceni, Milano: Biblioteca Universale Rizzoli, 1950
- Tre romanzi e un racconto: Il delitto dell'accademico Sylvestre Bonnard; La rosticceria della Reine Pedaque; Il giglio rosso; Crainquebille; traduzione di Ranieri Prini; introduzione di Renzo Tian, Roma: Gherardo Casini, 1961
- Il giglio rosso: romanzo; traduzione di Renato Mucci, Roma: I Nobel letterari, 1971
- Il giglio rosso; traduzione di Luigi de Nardis, Torino: UTET, 1979
- Il giglio rosso; traduzione di Lucia Castellini, Prato: Alice, 2003
- Il giglio rosso; a cura e traduzione di Leonardo Taiuti, Firenze: Barbès, 2012, ISBN 978-88-6294-286-7
- Il giglio rosso; traduzione di Simone Giugno, Milano: Leone, 2012, ISBN 978-88-6393-065-8
- Il giglio rosso; traduzione Arturo Salucci revisionata dall'editore, Camerano: Dakota Press, 2012

## Adattamenti
- Il giglio rosso (Le lys rouge) - film del 1920 diretto da Charles Maudru con Suzanne Delvé, Jean Dax, Gaston Jacquet